# Michele Beggiamo
Michele Beggiamo (Savigliano, 18 settembre 1611 – Torino, 24 novembre 1689) è stato un arcivescovo cattolico italiano.

## Biografia
Michele Beggiamo, figlio di Pietro Paolo e di Camilla Bergera, era membro di una nobile famiglia piemontese che vantava antenati rinomati al servizio dei Savoia e di altri regnanti italiani e stranieri.
Avviato alla carriera ecclesiastica, il 3 febbraio 1643 divenne prevosto del capitolo cattedrale di Torino, carica vacante per la promozione all'episcopato di Giulio Cesare Barbera, che era zio di Michele Beggiamo e lo scelse anche come suo vicario generale. Il 10 febbraio 1646 rinunciò alla prevostura per divenire arcidiacono della Cattedrale di Asti.
Il 29 maggio 1656 fu nominato vescovo di Mondovì su proposta del duca Carlo Emanuele II di Savoia. Fu consacrato vescovo il 5 giugno dal cardinale Marcantonio Franciotti. L'episcopato monregalese fu segnato da dissidi con la nobiltà locale, che il vescovo non teneva in considerazione in occasione delle sue nomine. Si dedicò invece all'attività pastorale ed eresse la collegiata di Bene nel 1659.
Il 21 agosto 1662 fu promosso alla sede arcivescovile di Torino. Dovette affrontare il problema della residenza vescovile, dopo che l'antico palazzo vescovile era stato inglobato nel nuovo Palazzo Reale. Con la somma di cui era creditore nei confronti del duca Carlo Emanuele II nel 1665 prese in affitto un palazzo dal conte Filippo San Martino d'Agliè e contemporaneamente si fece costruire un nuovo palazzo adiacente alla Casa della Missione.
Incaricò il canonico Francesco Tarino della visita ad limina nell'autunno del 1670, visita che si protrasse per quattro mesi. Si dedicò in anni diversi alla visita pastorale della sua vasta arcidiocesi: le oltre duecento parrocchie furono visitate in un arco di tempo molto lungo, dal 1664 al 1681 e, sebbene il Concilio di Trento avesse prescritto di compiere l'intera visita ogni cinque anni, nessun arcivescovo nei settant'anni che lo separavano dall'episcopato di Carlo Broglia era riuscito a visitare l'intera arcidiocesi. Indisse un sinodo diocesano nel 1670 in cui riformò la Compagnia della Dottrina cristiana ed esortò i parroci ed evitare nella predicazione storie apocrife, vane e ridicole. Nello stesso anno eresse la Compagnia dell'adorazione perpetua presso la chiesa del Corpus Domini. Nel 1678 accolse a Torino i Ministri degli Infermi, che si stabilirono nella nuova chiesa di San Giuseppe.
Morì a Torino il 24 novembre 1689.

## Genealogia episcopale e successione apostolica
La genealogia episcopale è:
- Cardinale Guillaume d'Estouteville, O.S.B.Clun.
- Papa Sisto IV
- Papa Giulio II
- Cardinale Raffaele Riario
- Papa Leone X
- Papa Paolo III
- Cardinale Francesco Pisani
- Cardinale Alfonso Gesualdo
- Papa Clemente VIII
- Cardinale Pietro Aldobrandini
- Cardinale Laudivio Zacchia
- Cardinale Antonio Barberini, O.F.M.Cap.
- Cardinale Marcantonio Franciotti
- Arcivescovo Michele Beggiamo

La successione apostolica è:
- Vescovo Michelangelo Broglia (1663)

## Stemma
| Immagine | Blasonatura |
| -------- | --- |
| \| \|    | Michele Beggiamo Arcivescovo di Torino Di rosso, a tre bande d'oro doppiomerlate. Lo scudo, accollato a una croce astile patriarcale d'oro, posta in palo, è timbrato da un cappello con cordoni e nappe di verde. Le nappe, in numero di venti, sono disposte dieci per parte, in quattro ordini di 1, 2, 3, 4. |
|          | |